# Velký Šenov

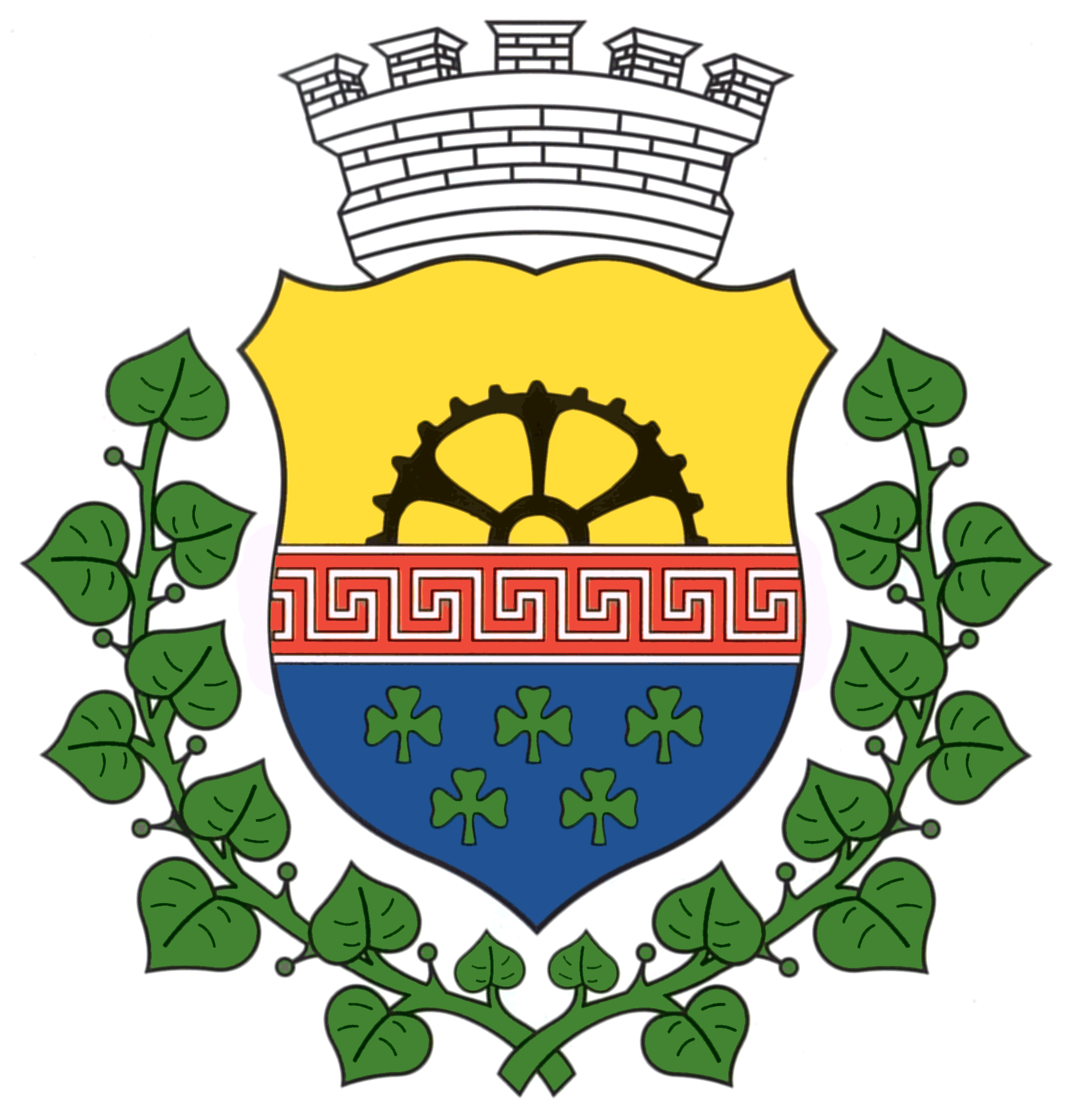

Velký Šenov (německy Groß-Schönau in Böhmen) je město v okrese Děčín. Nachází se v nejsevernější části České republiky, v západní části Šluknovského výběžku, mezi Šluknovem a Mikulášovicemi, v údolí Vilémovského potoka. Žije v něm přibližně 2 000 obyvatel.

## Historie
První písemná zmínka o Velkém Šenově pochází z roku 1404, kdy byl zmíněn jako manské sídlo s povinnostmi k berkovskému hradu Honštejnu.
Dne 4. října 1907 byl Šenov dekretem Františka Josefa I. povýšen na město. Od 3. června 1914 byl název změněn na Velký Šenov a město tehdy dostalo městský znak.

## Přírodní poměry
Z geomorfologického hlediska náleží území Velkého Šenova ke Šluknovské pahorkatině. Město je obklopeno kopci, z nichž nejvyšší je Hrazený (608 m), následují Plešný (593 m), Partyzánský vrch (530 m), jehož vrcholová část již leží na území Šluknova, Šenovský vrch (487 m) a Strážný vrch (475 m). Nejvýznamnějším vodním tokem je Vilémovský potok.

## Obyvatelstvo
| | 1869  | 1880  | 1890  | 1900  | 1910  | 1921  | 1930  | 1950  | 1961  | 1970  | 1980  | 1991  | 2001  | 2011  |
| --- | ----- | ----- | ----- | ----- | ----- | ----- | ----- | ----- | ----- | ----- | ----- | ----- | ----- | ----- |
| Obyvatelé                                                                                              | 2 519 | 2 750 | 2 912 | 3 096 | 3 592 | 3 153 | 3 378 | 1 971 | 1 914 | 1 846 | 2 022 | 1 708 | 1 445 | 1 358 |
| Domy                                                                                                   | 336   | 395   | 378   | 406   | 446   | 476   | 523   | 531   | 533   | 383   | 362   | 378   | 379   | 408   |
| Data z roku 1961 zahrnují domy místních částí Janovka, Knížecí, Leopoldka, Malý Šenov a Staré Hraběcí. |       |       |       |       |       |       |       |       |       |       |       |       |       |       |

## Místní části
- Janovka
- Knížecí
- Leopoldka
- Malý Šenov
- Staré Hraběcí
- Velký Šenov

## Průmysl

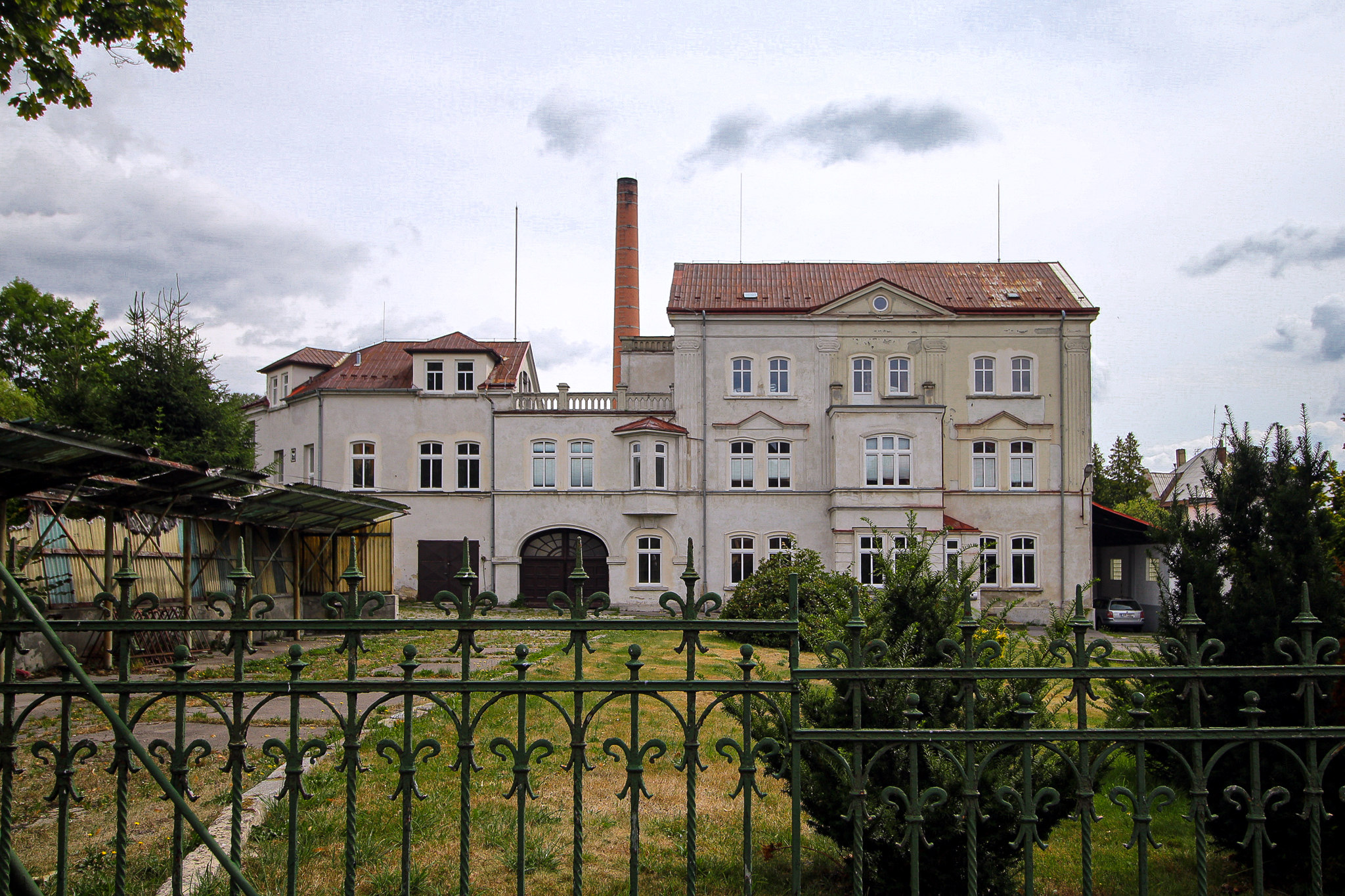
Továrna, sídlo firma Centroflor

Ve Velkém Šenově působil na přelomu 19. a 20. století textilní průmysl, stejně jako ve všech městech Šluknovského výběžku. Dnes[kdy?] jsou zde např. Velkošenovské železárny, Tratec, Stap, Veseko a nebo také Centroflor (továrna na výrobu umělých květin).

## Doprava
Vesnicí vede železniční trať Rumburk–Sebnitz. Poblíž centra vesnice se na ní nachází stanice Velký Šenov a na severovýchodním konci vsi je zastávka Velký Šenov zastávka.

## Pamětihodnosti

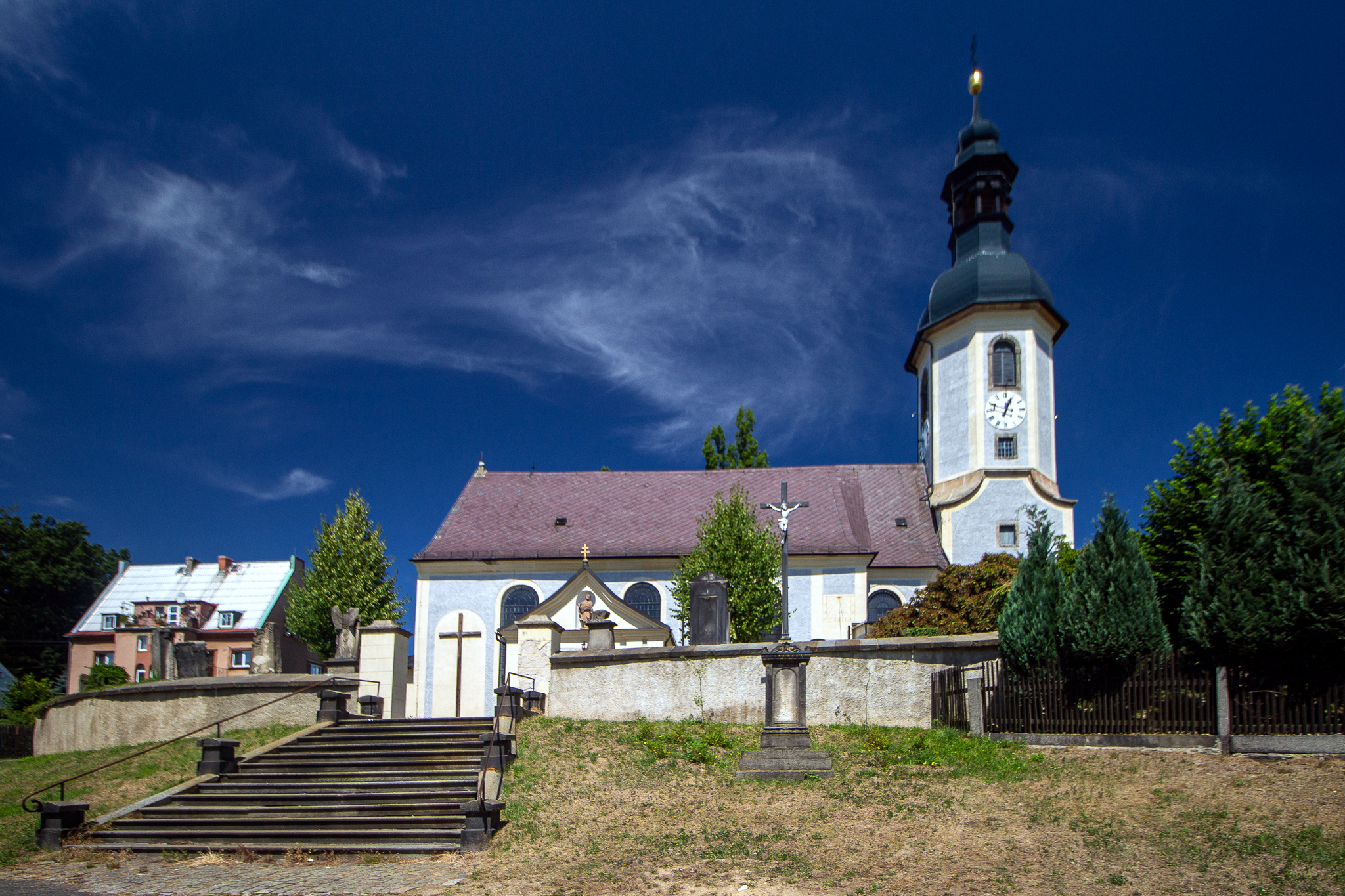
Kostel svatého Bartoloměje

- Kostel svatého Bartoloměje postavený v osmdesátých letech 16. století v renesančním slohu, později barokně upraven. Je nejstarším kostelem ve Šluknovském výběžku. Roku 2015 prošel rozsáhlou rekonstrukcí.
- Památkově chráněný dům čp. 215.
- Socha Raněný (slavnostně odhalena roku 1930) od akademického sochaře Ferdinanda Opitze.
- Křížová cesta s kaplemi Kalvárie a Božího hrobu na Křížovém vrchu vybudovaná roku 1866 Ambrožem Hillem, zhotovena místním sochařem Karlem Ottem.
- Barokní sousoší z roku 1724 se svatým Janem Nepomuckým, svatým Václavem a svatým Floriánem
- Socha svatého Jana Nepomuckého
- Roku 2015 přestavěná hřbitovní kaple

### Zbořené kaple
- Kaple na Urberku (německy) byla postavena kolem roku 1700 v barokním slohu. Byla obdélného půdorysu s půlkruhovým závěrem, průčelí zdobil trojúhelníkový štít. Zanikla po druhé světové válce.
- kaple Panny Marie

### Zaniklé stavby
- výletní hostinec Waldidylle v Liliovém údolí

## Rodáci
- Augustin Bartoloměj Hille (1786–1865): 11. litoměřický biskup[7]
- Alois Hille (1812–1879): kanovník litoměřické kapituly a generální vikář litoměřické diecéze
- Josef Hille (1849–1909): katolický kněz a básník šenovského dialektu
- Rudolf Otto (1887–1962): akademický malíř[7]
- Petr Nováček (* 1946): historik, novinář

## Galerie

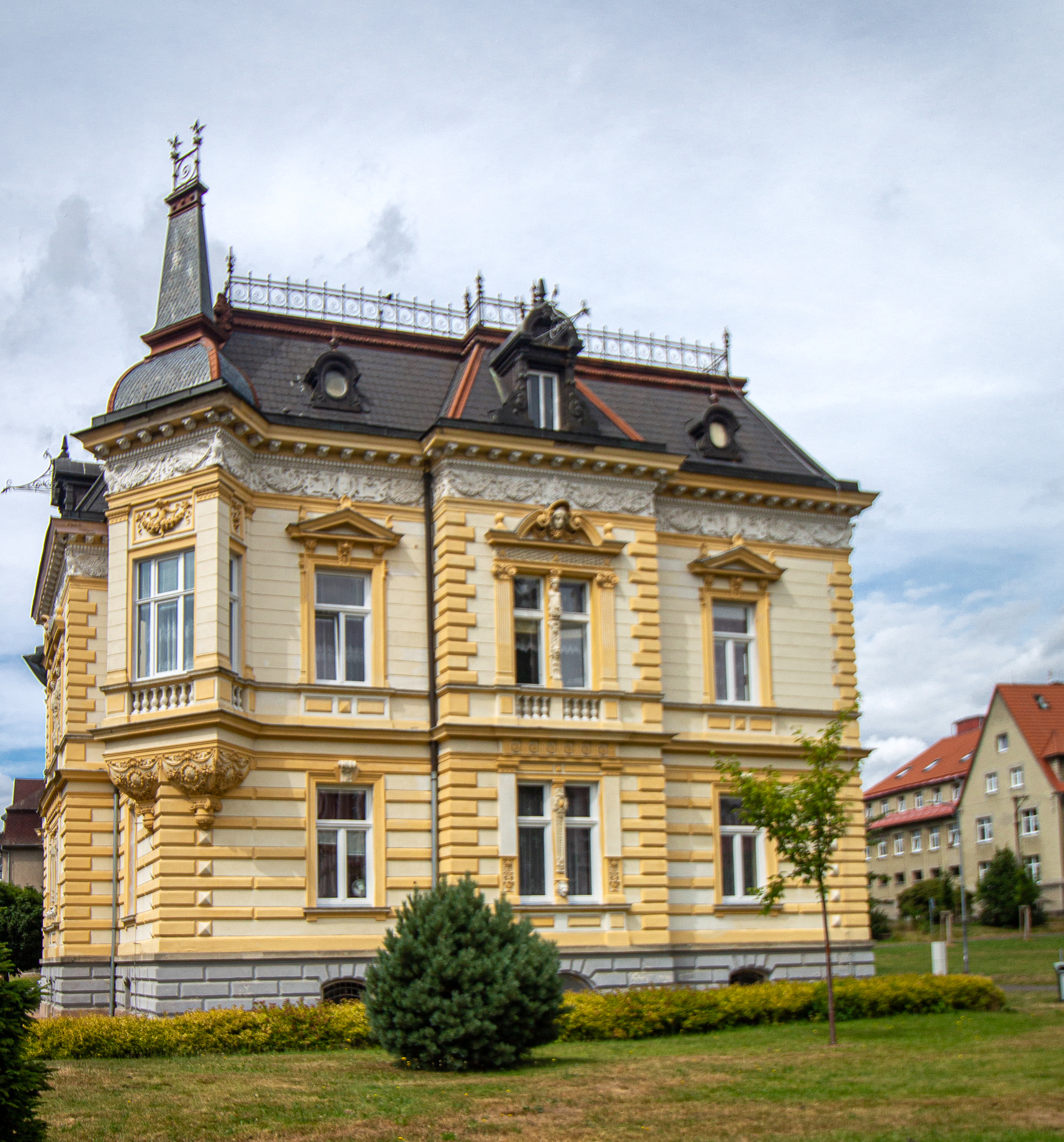
Budova městského úřadu
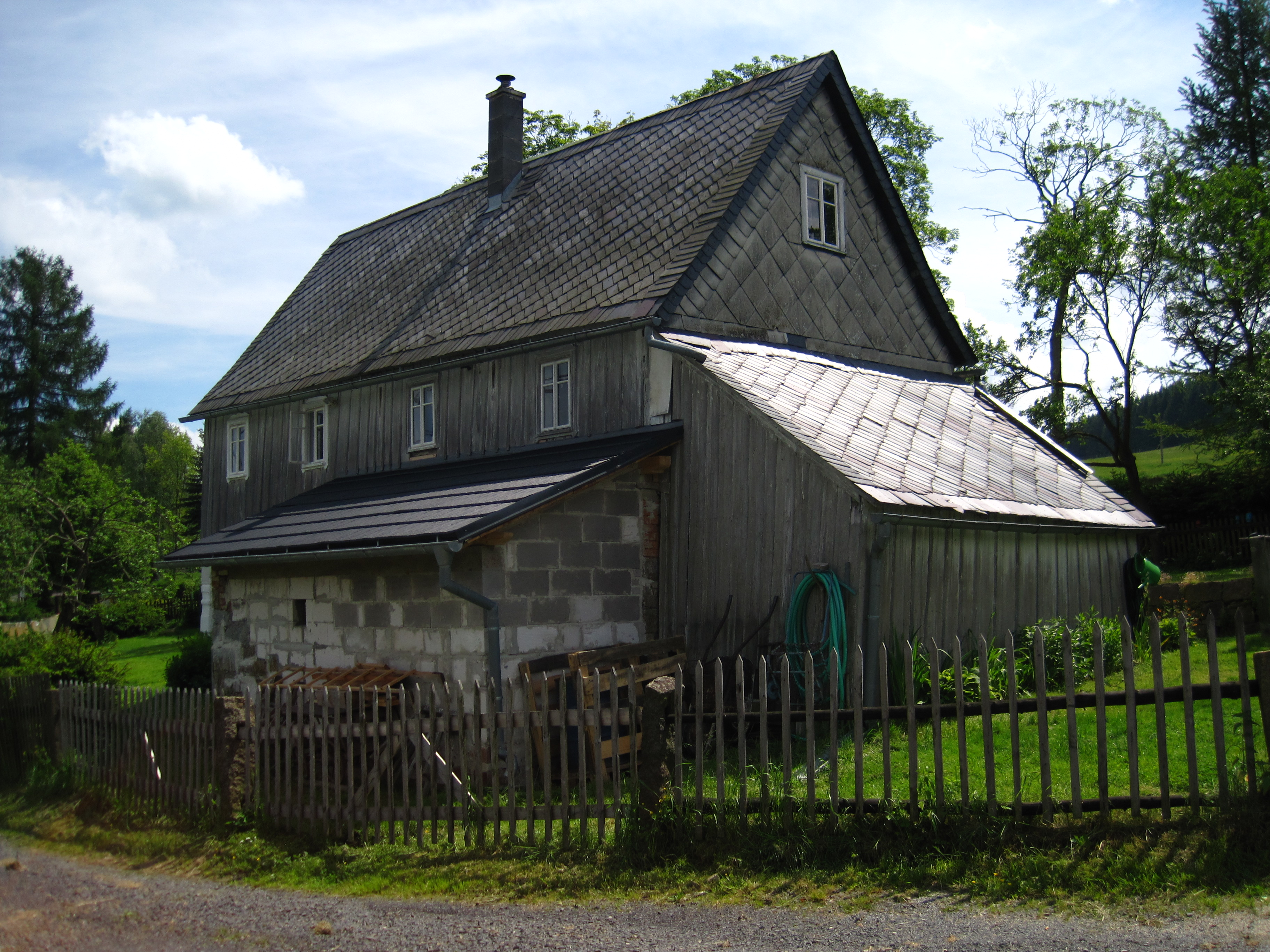
Dům čp. 215
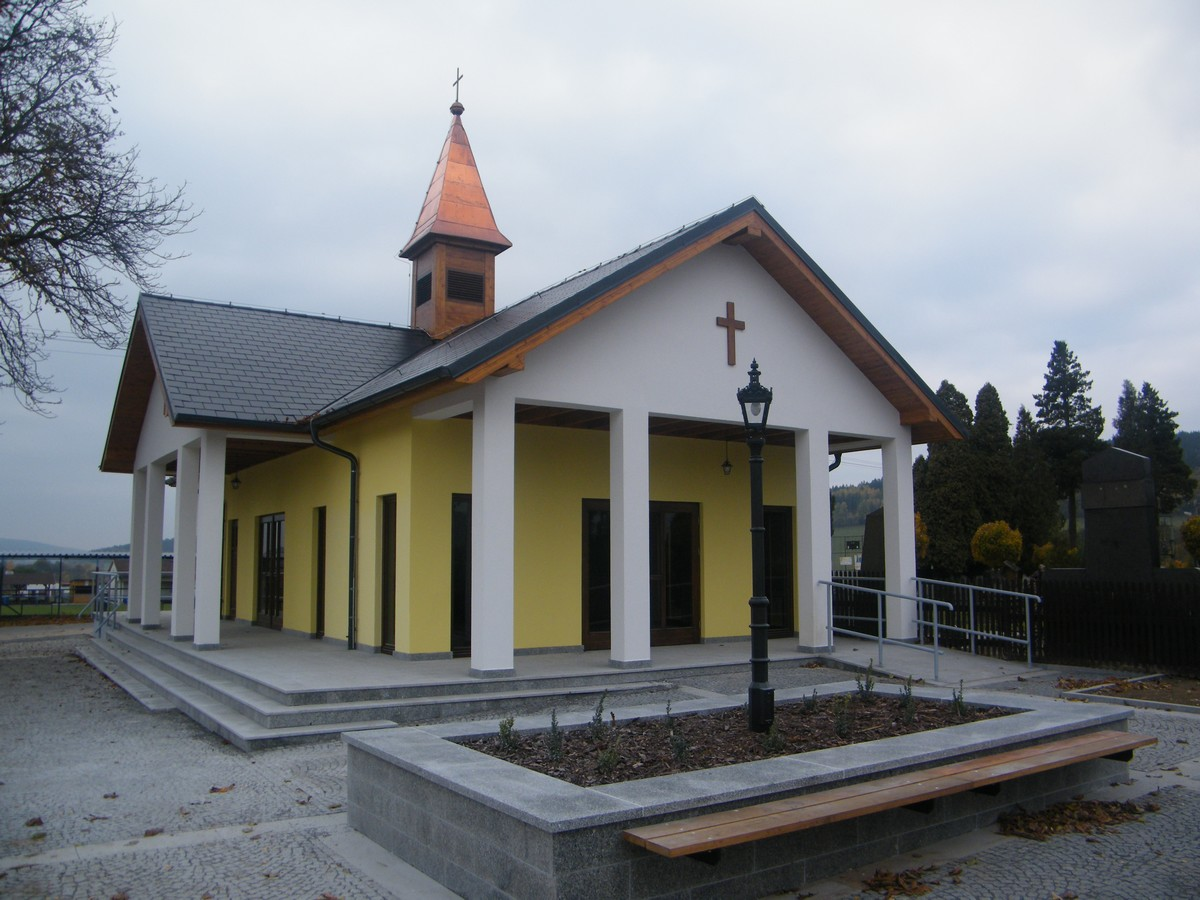
Hřbitovní kaple
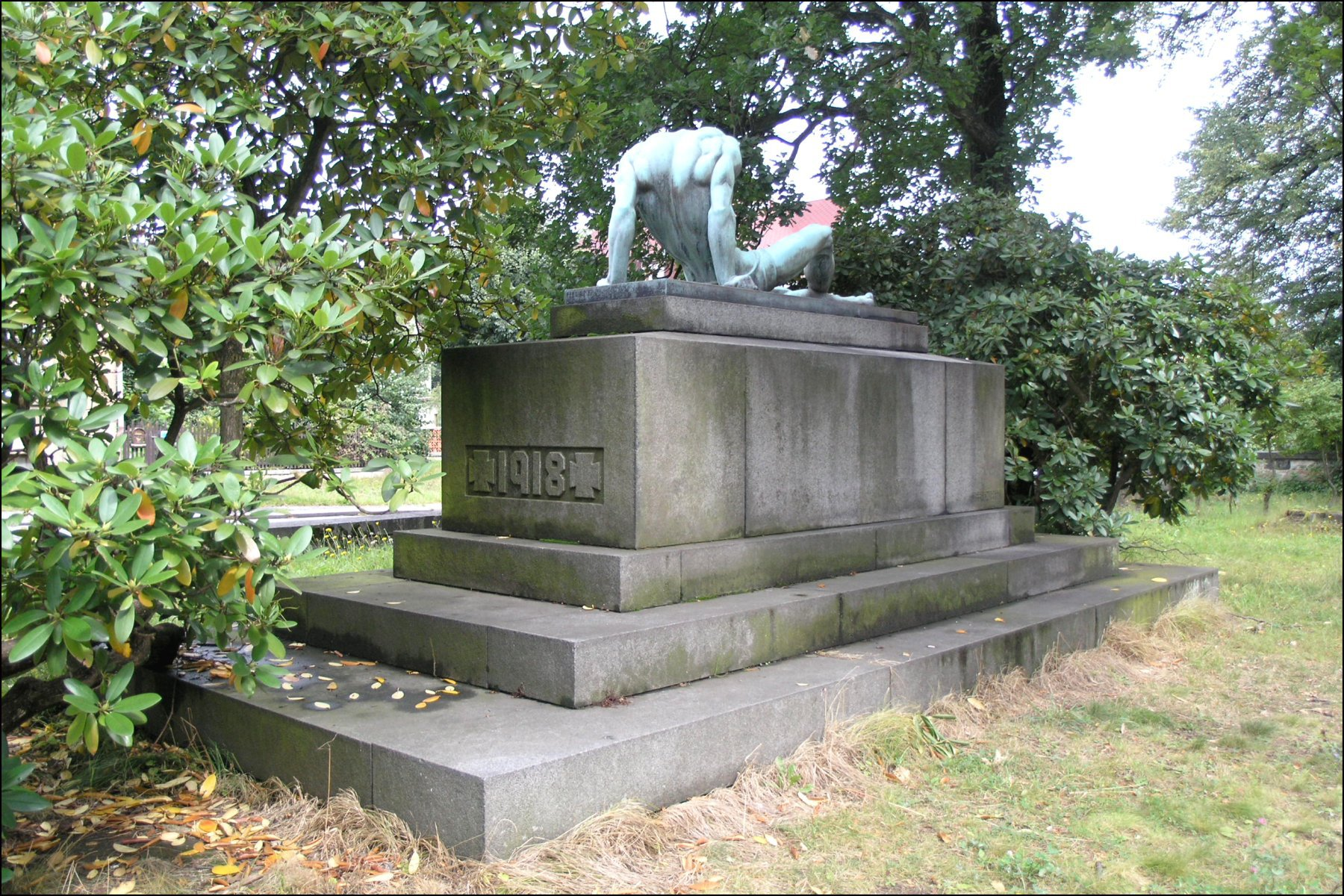
Raněný
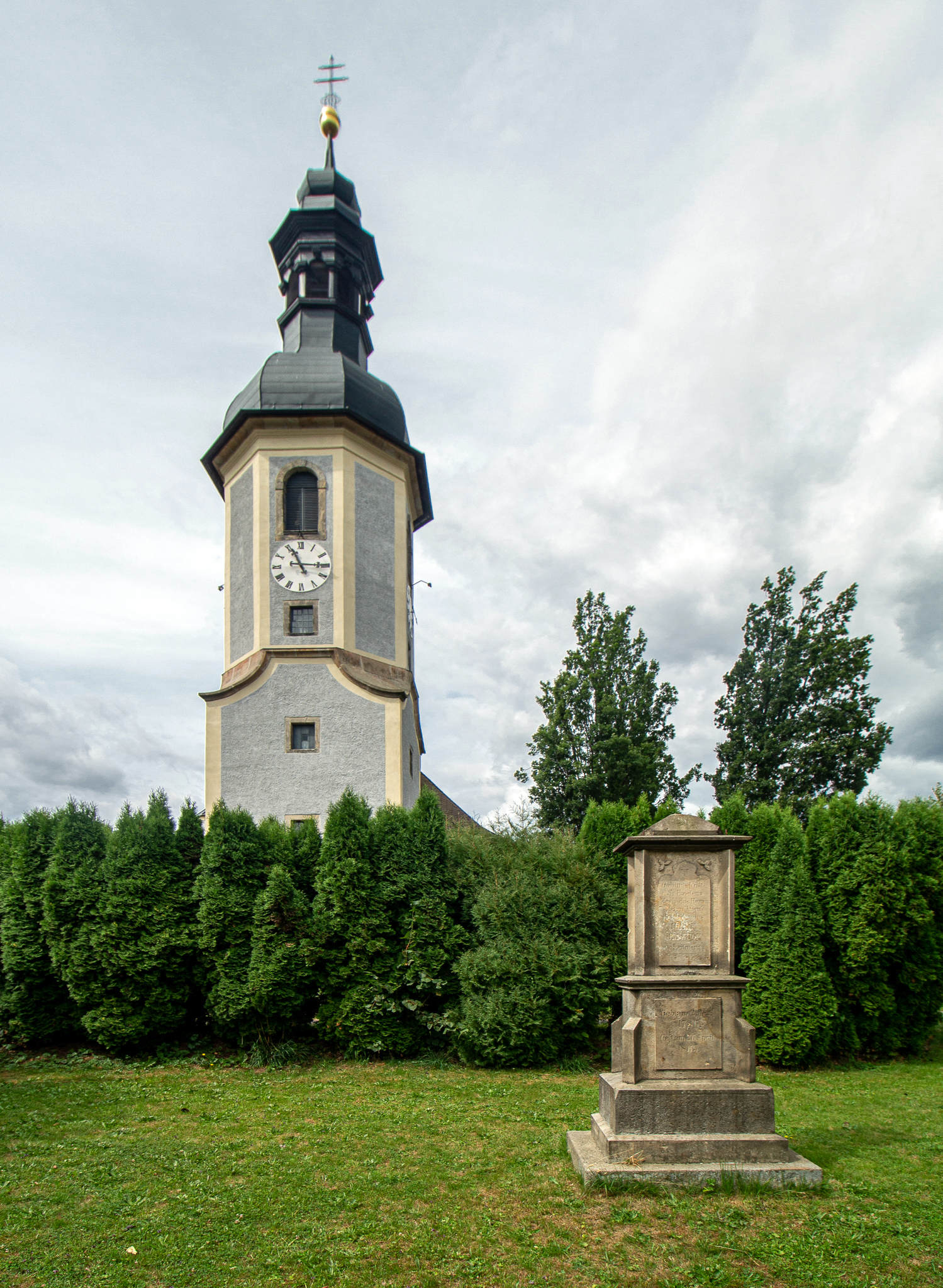
Věž kostela a pomník Augustina Hilleho
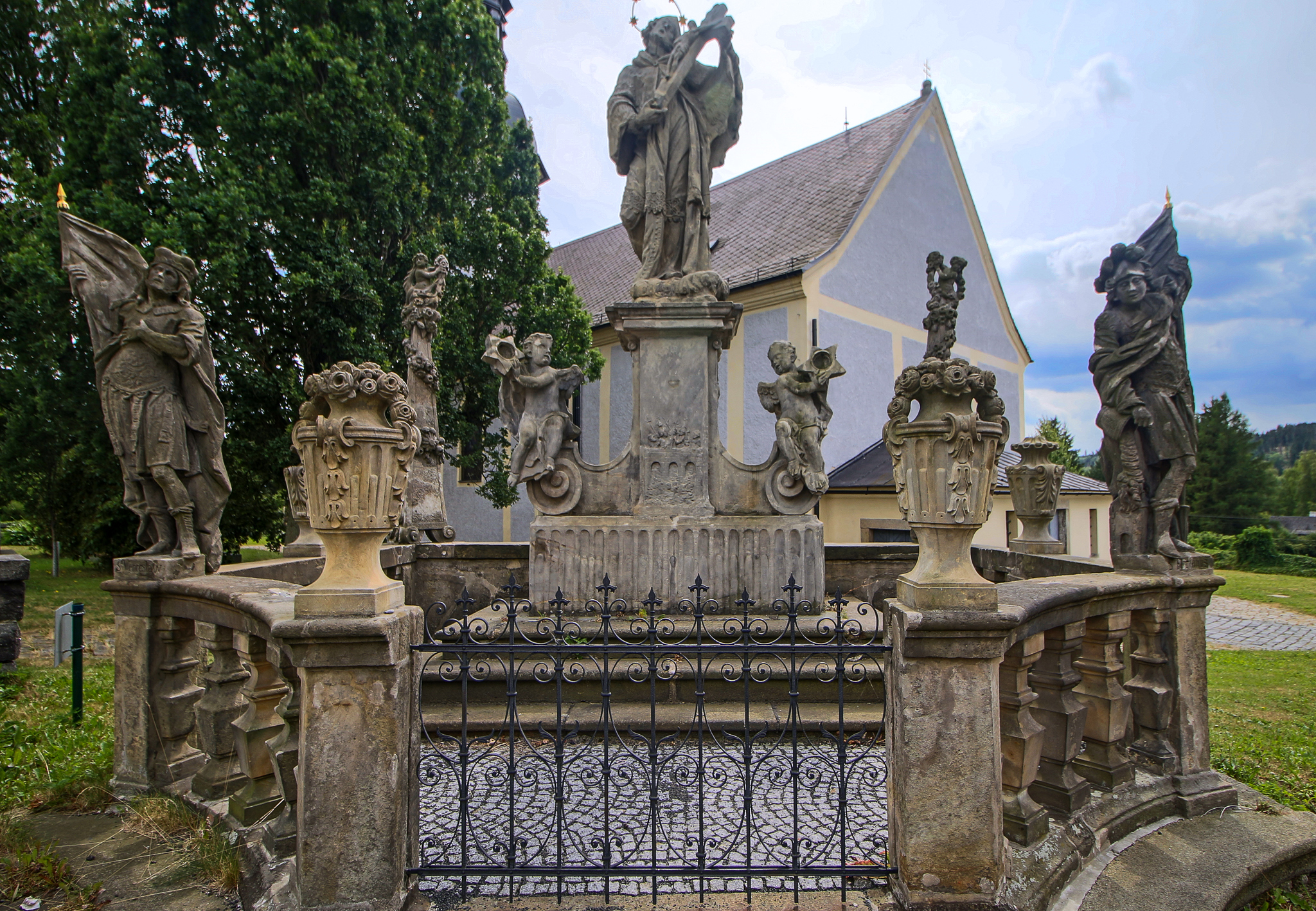
Sousoší sv. Jana Nepomuckého
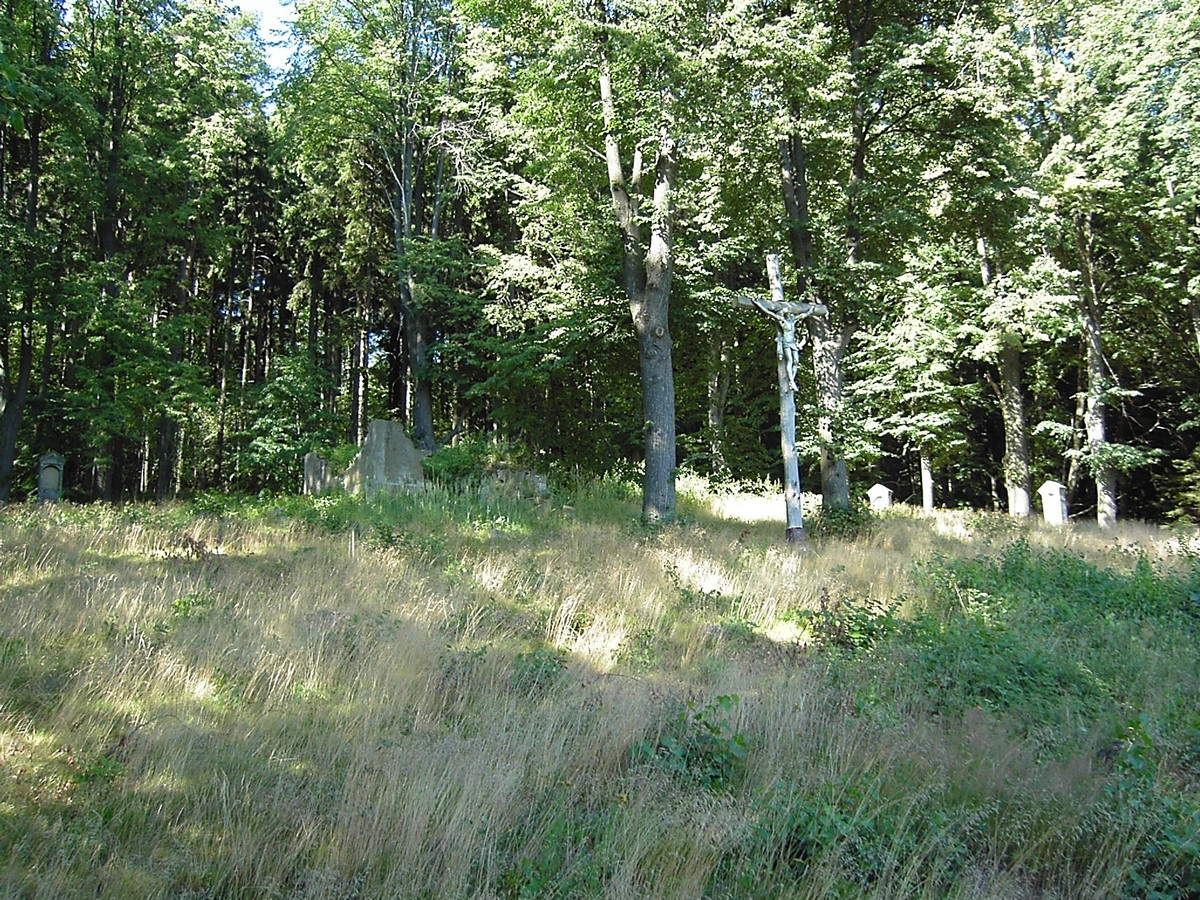
Pohled na křížovou cestu
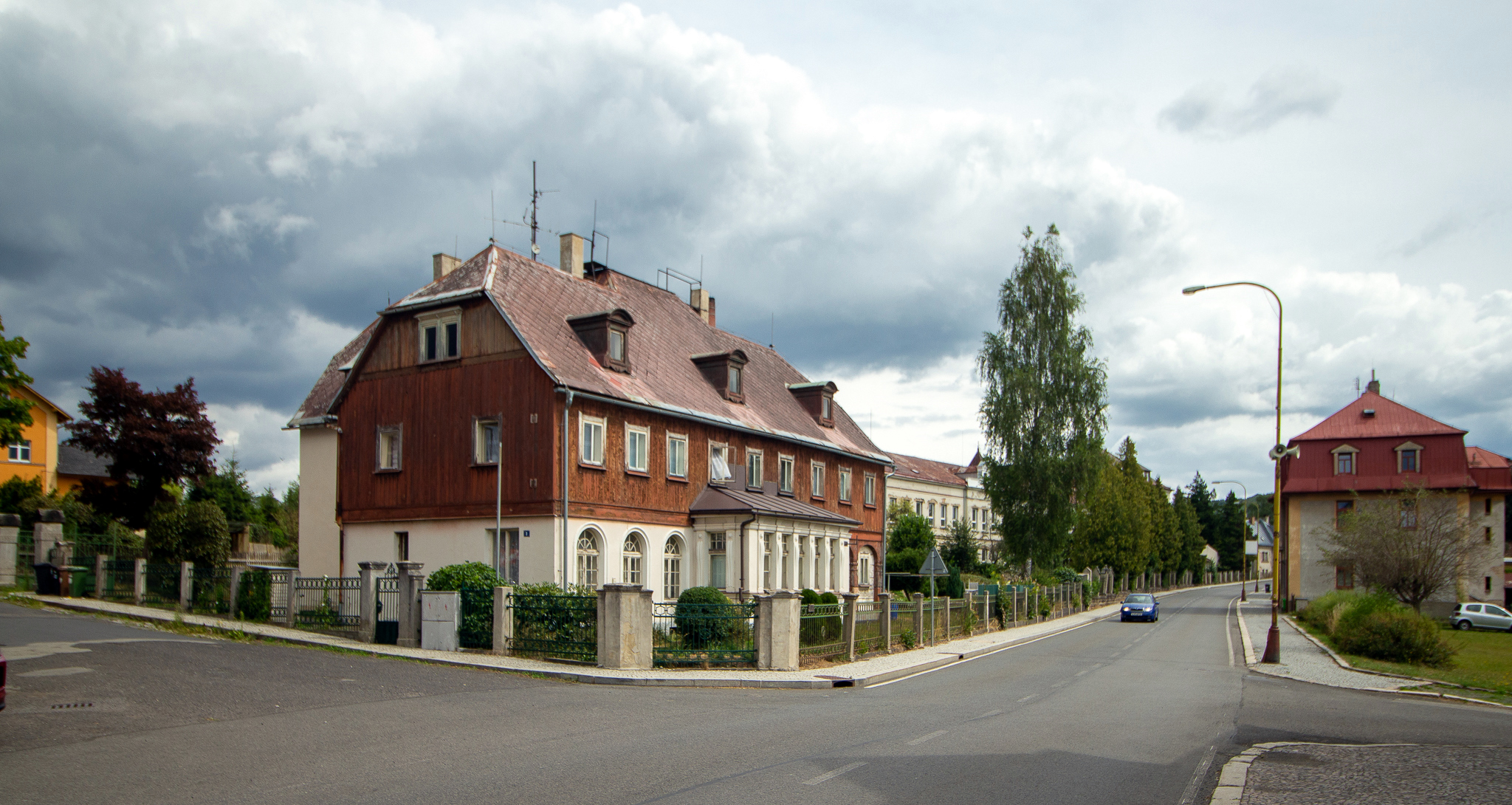
Šluknovská ulice